# Grand Gala
Pour plus de détails, voir Fiche technique et Distribution.
Grand Gala est un film français réalisé par François Campaux, sorti en 1952.

## Synopsis
Pierre Bouvais, cavalier militaire dans le sud marocain, retrouve lors d'une étape son amour d'autrefois Monique, membre d'une petite troupe de danse. Pierre décide de la retrouver à Paris à sa démobilisation, avec le projet de gagner suffisamment sa vie pour qu'ils s'installent ensemble. Mais tandis que la carrière de danseuse de Monique progresse, Pierre ne trouve après plusieurs mois de recherche qu'un travail ingrat de laveur de voiture. Écœuré, sans le sou, il retourne au Maroc, engagé dans un élevage de chevaux. Monique convient d'abandonner la danse et de l'y rejoindre dès qu'il aura installé un logement pour deux. Sur place, Pierre se lie d'amitié avec Anna, jeune et belle veuve amatrice de chevaux. À son arrivée chez Pierre, Monique, désœuvrée, constate avec déplaisir la complicité qui s'est établie entre Pierre et Anna sur leur passion pour l'équitation. Anna tente sans succès d'apprendre à Monique à monter à cheval. La situation se complique quand le logement de Pierre et Monique est détruit par un incendie, et qu'Anna leur offre l'hébergement. Monique déprime bientôt sous la pression de l'isolement et la jalousie croissante.

## Fiche technique
- Titre : Grand Gala
- Autre titre : Aventure au Maroc
- Réalisation : François Campaux
- Scénario et dialogues : François Campaux
- Photographie : Jacques Lemare
- Son : Pierre-Henri Goumy
- Décors : Raymond Gabutti
- Montage : Michelle David
- Musique : René Sylviano
- Production : Compagnie Générale Cinématographique - Prodex
- Pays de production :  France
- Format : Noir et blanc - 35 mm - Son mono
- Genre : Drame
- Durée : 93 minutes
- Date de sortie : 
  - France : 5 décembre 1952
- Affiche : Clément Hurel (France)

## Distribution
- Ludmilla Tcherina : Monique
- Yves Vincent : Pierre Bouvais
- Odile Versois : Anna
- Pierre Larquey : le clown Punc
- André Gabriello : Michel, le régisseur
- Thomy Bourdelle : Robert
- Monique Assaïta : Zizi
- Annie Chartrette : Nadia
- Olga Varen : Poupouf
- Anne-Marie Mersen